# Nazionale maschile di hockey su pista dell'India
La nazionale di hockey su pista dell'India è la selezione maschile di hockey su pista che rappresenta l'India in ambito internazionale.

Attiva dal 1980, opera sotto la giurisdizione della Federazione di pattinaggio dell'India.

Al 31 dicembre 2015 occupa il 43º posto nel ranking  FIRS.

## Palmares
Roller Hockey Asia Cup: 
-  2º posto: 1987, 2012
-  3º posto: 1989, 2005, 2007, 2009, 2010

## Risultati

### Campionato del mondo
| Edizione | Sede/i                         | Piazzamento      | G  | V | N | P  |      |
| 1936     | Stoccarda                      | Non partecipante | -  | - | - | -  | n.d. |
| 1939     | Montreux                       | Non partecipante | -  | - | - | -  | n.d. |
| 1947     | Lisbona                        | Non partecipante | -  | - | - | -  | n.d. |
| 1948     | Montreux                       | Non partecipante | -  | - | - | -  | n.d. |
| 1949     | Lisbona                        | Non partecipante | -  | - | - | -  | n.d. |
| 1950     | Milano                         | Non partecipante | -  | - | - | -  | n.d. |
| 1951     | Barcellona                     | Non partecipante | -  | - | - | -  | n.d. |
| 1952     | Porto                          | Non partecipante | -  | - | - | -  | n.d. |
| 1953     | Ginevra                        | Non partecipante | -  | - | - | -  | n.d. |
| 1954     | Barcellona                     | Non partecipante | -  | - | - | -  | n.d. |
| 1955     | Milano                         | Non partecipante | -  | - | - | -  | n.d. |
| 1956     | Porto                          | Non partecipante | -  | - | - | -  | n.d. |
| 1958     | Porto                          | Non partecipante | -  | - | - | -  | n.d. |
| 1960     | Madrid                         | Non partecipante | -  | - | - | -  | n.d. |
| 1962     | Santiago del Cile              | Non partecipante | -  | - | - | -  | n.d. |
| 1964     | Barcellona                     | Non partecipante | -  | - | - | -  | n.d. |
| 1966     | San Paolo                      | Non partecipante | -  | - | - | -  | n.d. |
| 1968     | Porto                          | Non partecipante | -  | - | - | -  | n.d. |
| 1970     | San Juan                       | Non partecipante | -  | - | - | -  | n.d. |
| 1972     | La Coruña                      | Non partecipante | -  | - | - | -  | n.d. |
| 1974     | Lisbona                        | Non partecipante | -  | - | - | -  | n.d. |
| 1976     | Oviedo                         | Non partecipante | -  | - | - | -  | n.d. |
| 1978     | San Juan                       | Non partecipante | -  | - | - | -  | n.d. |
| 1980     | Talcahuano e Santiago del Cile | 16º posto        | 10 | 0 | 0 | 10 | Rosa |
| 1982     | Barcelos e Lisbona             | Non partecipante | -  | - | - | -  | n.d. |
| 1984     | Novara                         | Non partecipante | -  | - | - | -  | n.d. |
| 1986     | Sertãozinho                    | Non partecipante | -  | - | - | -  | n.d. |
| 1988     | La Coruña                      | Non partecipante | -  | - | - | -  | n.d. |
| 1989     | San Juan                       | Non partecipante | -  | - | - | -  | n.d. |
| 1991     | Braga e Porto                  | Non partecipante | -  | - | - | -  | n.d. |
| 1993     | Bassano, Lodi e Sesto S.G.     | Non partecipante | -  | - | - | -  | n.d. |
| 1995     | Recife                         | Non partecipante | -  | - | - | -  | n.d. |
| 1997     | Wuppertal                      | Non partecipante | -  | - | - | -  | n.d. |
| 1999     | Reus                           | Non partecipante | -  | - | - | -  | n.d. |
| 2001     | San Juan                       | Non partecipante | -  | - | - | -  | n.d. |
| 2003     | Oliveira de Azeméis            | Non partecipante | -  | - | - | -  | n.d. |
| 2005     | San Jose                       | Non partecipante | -  | - | - | -  | n.d. |
| 2007     | Montreux                       | Non partecipante | -  | - | - | -  | n.d. |
| 2009     | Pontevedra e Vigo              | Non partecipante | -  | - | - | -  | n.d. |
| 2011     | San Juan                       | Non partecipante | -  | - | - | -  | n.d. |
| 2013     | Luanda e Namibe                | Non partecipante | -  | - | - | -  | n.d. |
| 2015     | La Roche-sur-Yon               | Non partecipante | -  | - | - | -  | n.d. |

### Campionato del mondo B
| Edizione | Sede/i            | Piazzamento      | G  | V | N | P |      |
| 1984     | Parigi            | Non partecipante | -  | - | - | - | n.d. |
| 1986     | Città del Messico | Non partecipante | -  | - | - | - | n.d. |
| 1988     | Bogotà            | Non partecipante | -  | - | - | - | n.d. |
| 1990     | Macao             | 18º posto        | 11 | 4 | 2 | 5 | Rosa |
| 1992     | Andorra la Vella  | 15º posto        | 7  | 1 | 0 | 6 | Rosa |
| 1994     | Santiago del Cile | Non partecipante | -  | - | - | - | n.d. |
| 1996     | Veracruz          | Non partecipante | -  | - | - | - | n.d. |
| 1998     | Macao             | 12º posto        | 6  | 1 | 0 | 5 | Rosa |
| 2000     | Chatham           | 12º posto        | 6  | 1 | 0 | 5 | Rosa |
| 2002     | Montevideo        | Non partecipante | -  | - | - | - | n.d. |
| 2004     | Macao             | Non partecipante | -  | - | - | - | n.d. |
| 2006     | Montevideo        | 12º posto        | 5  | 0 | 0 | 5 | Rosa |
| 2008     | Vanderbijlpark    | 11º posto        | 6  | 1 | 0 | 5 | Rosa |
| 2010     | Dornbirn          | 12º posto        | 8  | 0 | 0 | 8 | Rosa |
| 2012     | Canelones         | Non partecipante | -  | - | - | - | n.d. |
| 2014     | Canelones         | Non partecipante | -  | - | - | - | n.d. |

### Roller Hockey Asia Cup
| Edizione | Sede/i    | Piazzamento | G | V | N | P |      |
| 1987     | Suwon     | 2º posto    | - | - | - | - | Rosa |
| 1989     | ?         | 3º posto    | - | - | - | - | Rosa |
| 1991     | Macao     | 4º posto    | 6 | 3 | 0 | 3 | Rosa |
| 1995     | Nagano    | 5º posto    | - | - | - | - | Rosa |
| 1997     | Gangneung | ?           | - | - | - | - | Rosa |
| 1999     | Shanghai  | 4º posto    | - | - | - | - | Rosa |
| 2001     | Taitung   | 4º posto    | - | - | - | - | Rosa |
| 2004     | Akita     | 5º posto    | - | - | - | - | Rosa |
| 2005     | Jeonju    | 3º posto    | - | - | - | - | Rosa |
| 2007     | Calcutta  | 3º posto    | - | - | - | - | Rosa |
| 2009     | Dalian    | 3º posto    | 3 | 1 | 0 | 2 | Rosa |
| 2010     | Taipei    | 3º posto    | 2 | 0 | 0 | 2 | Rosa |
| 2012     | Hefei     | 2º posto    | 6 | 4 | 0 | 2 | Rosa |
| 2014     | Haining   | 4º posto    | 5 | 1 | 1 | 3 | Rosa |